# Mauro Berruto
Mauro Berruto (Torino, 8 maggio 1969) è un allenatore di pallavolo e politico italiano.
Già commissario tecnico della nazionale di pallavolo maschile italiana, poi direttore tecnico della nazionale italiana di tiro con l'arco, è stato anche amministratore delegato della Scuola Holden di Torino. 

## Carriera

### Pallavolo
Entrò a far parte del CUS Torino nel periodo degli studi universitari (è laureato in Filosofia all'Università degli Studi di Torino), iniziando la carriera come vice allenatore alla Lecce Pen, in Serie A2, nelle stagioni 1994-95 e 1995-96. Fece ritorno nel capoluogo piemontese dopo una parentesi da allenatore in seconda all'Olympiakos di Atene, campione di Grecia e vincitore della Coppa nazionale nel 1998. Nel 1999 ottenne la promozione in A2 con il club gialloblù, che nel 2001 si aggiudicò anche la Coppa Italia di categoria.
Nello stesso anno fu ingaggiato dalla Copra Piacenza. Nel 2001-02 guidò la squadra emiliana alla promozione in A1 e alla vittoria della Coppa Italia di A2, venendo eletto migliore allenatore della categoria.
Nel 2003 fu ingaggiato dalla Unimade Parma ed entrò a far parte dello staff della Nazionale italiana, che accompagnò al vittorioso Europeo del 2003, alla World League del 2004 (secondo posto) e ad Atene, per le Olimpiadi del 2004 (medaglia d'argento).
Nel 2004 approdò alla guida della Lube Banca Marche Macerata, con cui vinse una Coppa CEV; dopo un campionato alla Giotto Città di Padova, nelle stagioni successive ha lavorato principalmente all'estero, allenando la Nazionale finlandese e raggiungendo con questa il 4º posto assoluto agli Europei del 2007, disputati a Mosca e San Pietroburgo.
In seguito allenò il Panathinaikos Athlitikos Omilos, con cui vinse la coppa nazionale greca nel 2008. Dopo due stagioni alla Gabeca Pallavolo (prima a Montichiari, poi a Monza), è stato ingaggiato nuovamente dalla Lube Banca Marche Macerata per la stagione 2010-11.
Il 18 dicembre 2010 viene sottoscritto un contratto che lo lega alla Nazionale italiana fino al 2016. Il 29 luglio 2015, in seguito alle polemiche causate dalla cacciata di 4 atleti della nazionale per non aver rispettato l'orario del rientro in stanza a pochi giorni dall'inizio della World League si dimette da tecnico della nazionale.

### Tiro con l'arco
Il 29 gennaio 2018 viene scelto dal presidente della Federazione Italiana Tiro con l'arco Mario Scarzella come Direttore Tecnico della Nazionale italiana. Dà le dimissioni dalla stessa Federazione il 31 luglio 2019.

### Attività letteraria
Giornalista e scrittore sportivo, Mauro Berruto ha scritto "Independiente Sporting", edito da Baldini & Castoldi nel 2014, in cui racconta la storia di Ernesto e Alberto che arrivano nel 1952 a Leticia, piccolo paese colombiano sul Rio delle Amazzoni. Qui trascorrono quindici giorni allenando una squadra di calcio fatta di soldati e campesinos convinti di essere la peggiore del Sudamerica.
Nel 2019 pubblica "Capolavori - allenare, allenarsi, guardare altrove", edito da ADD Editore, vincitore del Premio Speciale CONI nella sesta edizione del Premio Letterario Sportivo Memo Geremia.
Nel 2024 pubblica "In Mezzo scorre il fiume - Sport e Storie a Torino", scritto con Elena Miglietti, edito da 66thand2nd Editore.

### Attività politica
Alle elezioni politiche del 2022 si candida con il Partito Democratico alla Camera dei deputati come capolista nel collegio plurinominale Piemonte 1 - 02, risultando eletto.
È inoltre membro della segreteria nazionale del Partito Democratico, con delega allo sport.

## Palmarès

### Pallavolo

#### Club

##### Competizioni nazionali
- Promozione in serie A1: 1

2001-2002
- Promozione in serie A2: 1

1998-1999
- Coppa Italia di Serie A2: 2

2000-01
2001-02
- Coppa di Grecia: 1

2007-08

##### Competizioni internazionali
- Coppa CEV/Challenge Cup: 2

2004-05, 2010-11

#### Nazionale
- Olimpiadi: 1

 2012
- Europei di pallavolo maschile: 2

 2011  2013
- World League di pallavolo: 2

 2013
 2014
- Grand Champions Cup maschile: 1

 2013